# Drapeau de la Norvège

Drapeau et pavillon d'État, drapeau et pavillon de guerre.

Le drapeau de la Norvège est rouge, avec une croix bleue bordée de blanc s’étendant jusqu’aux limites du drapeau. Le centre de la croix est décalé vers la hampe du drapeau, de telle sorte que la branche flottante de la croix soit plus longue que les trois autres. Cette particularité, sur le modèle du drapeau du Danemark et des autres drapeaux scandinaves et finlandais, est destinée à corriger l'effet d'optique qui aurait fait paraître plus courte la branche de la croix la plus agitée par le vent.
Les proportions des éléments figurant sur le drapeau sont :
- En largeur et de gauche à droite, de 6-1-2-1-12
- En hauteur et de haut en bas, de 6-1-2-1-6

## Histoire
Du XVIe siècle jusqu’en 1814, la Norvège utilisa le même drapeau que le Danemark (voir Drapeau du Danemark), étant donné que les deux royaumes étaient unifiés. En 1814, la Norvège brièvement indépendante adopta le drapeau danois, mais avec le lion norvégien dans le coin supérieur (côté mât). Ce drapeau resta en usage jusqu’en 1821, bien que le royaume de Norvège, dès 1814, soit en union personnelle avec celui de Suède. En 1815, par conséquent, un autre drapeau commun aux deux États fut élaboré : il reprenait le drapeau de la Suède, à l’exception d’un sautoir blanc sur fond rouge dans son coin supérieur. 

Drapeau de l'ancien Royaume de Norvège de 1318 jusqu'au XVIIIe siècle
Drapeau de Royaume du Danemark et de Norvège de 1536 à 1814
Drapeau de la Norvège de 1814 à 1821
Drapeau du pavillon marchand de la Norvège et de la Suède de 1818 à 1844.

Parallèlement, un drapeau distinctement norvégien fut proposé par Frederik Meltzer, membre du Parlement norvégien (Storting), et officialisé en 1821.
En 1844, un emblème commun fut introduit dans les drapeaux des deux royaumes unis, pour signifier leur égalité dans l’union.
En raison de l’impopularité croissante de l’union avec la Suède, le Storting abolit en 1899 l’utilisation de l’emblème commun dans les drapeaux nationaux et marchands. Après l’indépendance complète de la Norvège en 1905, son usage dans les drapeaux de guerre prit également un terme. Le drapeau conçu au siècle précédent par Fredrik Meltzer fut définitivement adopté par le pays.

Drapeau de la Norvège de 1821 à 1844
Drapeau de la Norvège de 1844 à 1898
Drapeau de la Norvège depuis 1898

## Symbolisme
Frederik Meltzer a choisi de faire figurer sur le drapeau une croix chrétienne, suivant ainsi la tradition des autres pays nordiques. Le rouge, le blanc et le bleu furent choisis pour représenter la démocratie, étant donné que ces couleurs sont reprises dans les drapeaux d’autres nations libres (États-Unis, France, Royaume-Uni, Pays-Bas…). 
L’agencement du drapeau constitue une référence au drapeau du Danemark, qui fut aussi celui de la Norvège jusqu’en 1814. La croix bleue, enfin, peut être interprétée comme une référence au bleu du drapeau suédois, tout en créant une association de couleurs rappelant les drapeaux français et américain, symboles de liberté à l'époque.

## Anecdote
Lors de l'ouverture des Jeux olympiques d'hiver de Lillehammer, le 12 février 1994, la Norvège donna au monde un spectacle télévisé qui mettait en scène son drapeau national, « tombé du ciel en 1219 » selon l'histoire du Dannebrog. Quatre parachutistes descendaient en tenant les coins d'un immense drapeau, blanc comme la neige du paysage. Soudain, le drapeau se colorait en rouge. Puis, une croix blanche apparaissait comme à la bataille de Revel. Enfin le drapeau norvégien se distinguait de celui des Danois par une seconde croix qui s'inscrivait en bleu à l'intérieur de la première.
Le drapeau norvégien est construit de telle sorte et avec de telles couleurs qu'en y dessinant des lignes arbitraires, il est possible d'y retrouver le motif d'autres drapeaux nationaux (France, Thaïlande, Pays-Bas, Indonésie, Pologne, Monaco, Finlande...).